# 克利尔沃特
克利爾沃特（英語：Clearwater），是美國堪薩斯州塞奇威克縣的一座城市。海拔1,286米，面积1.938平方米，人口2,520人（2019年），区号Area code 620。

## 人口
2010年人口普查，克利爾沃特城市人口為2,481人。
2019年人口普查，克利爾沃特城市人口為2,520人。